# دوربین ثبت تخلف

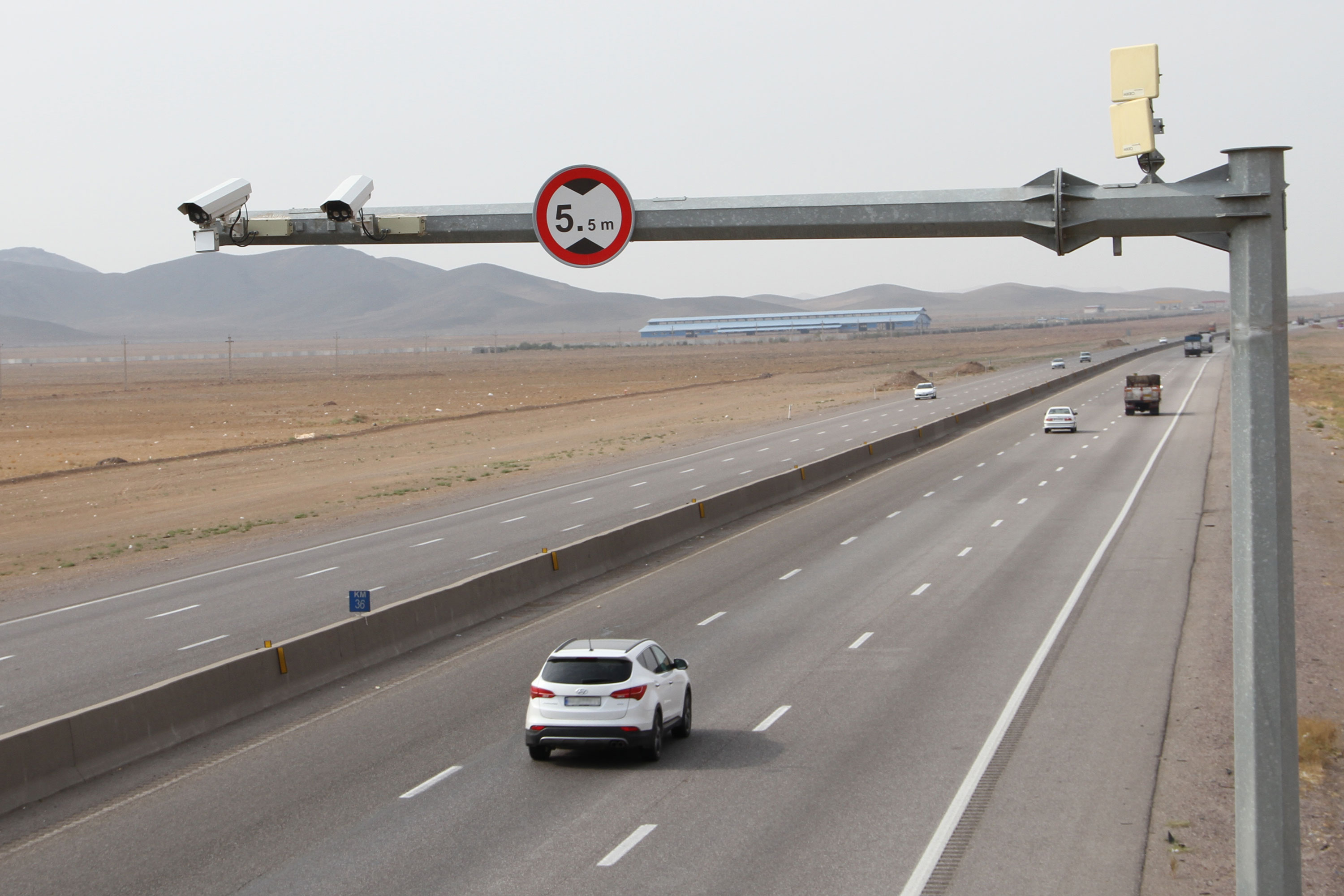
دوربین ثبت تخلف در جاده تهران ساوه

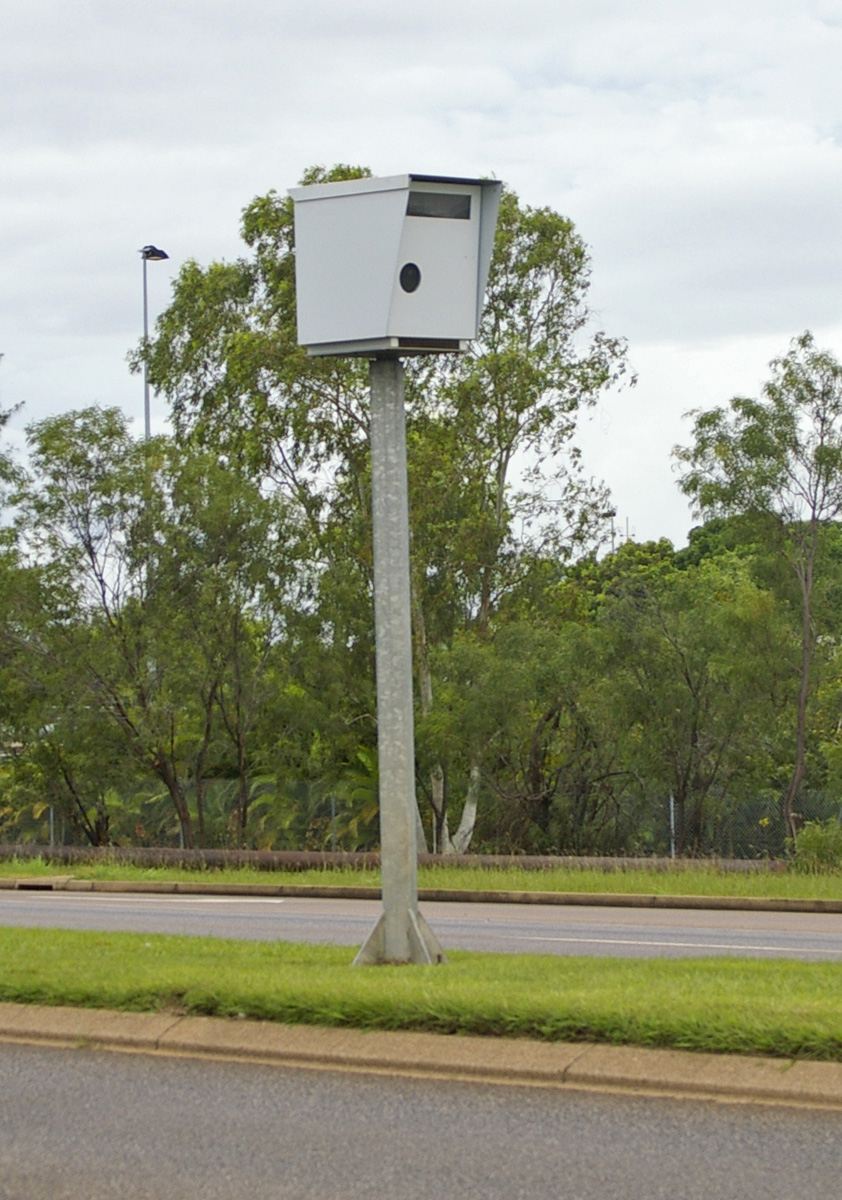
یک دوربین مخصوص سرعت در یک جاده در استرالیا

دوربین ثبت تخلف یا دوربین ترافیکی یک دوربین است که ممکن است کنار جاده، بالای دکل دسته دار یا روی یک خودروی مخصوص نصب شود تا به‌اجرای قوانین و راحت‌تر کردن زندگی انسانها کمک کند.
بررسی‌های انجام شده در سراسر جهان نشان می‌دهد که به‌کارگیری دوربین‌های سرعت سنج منجر به کاهش ۱۱ به ۴۴ درصدی تصادفات شدید شده‌اند. وزارت حمل و نقل انگلستان تخمین زده‌است که دوربین‌ها منجر به کاهش ۲۲ درصدی مجروحیت‌های جزئی و کاهش ۴۲ درصدی مجروحیت‌های شدید و کشته‌ها در سایت‌های دوربین‌های ثبت تخلف شد ه اند. یک مجله تخصصی پزشکی بریتانیایی اخیراً گزارش داده‌ است که دوربین‌های سرعت در کاهش تصادفات و صدمات در مجاورت آنها مؤثر هستند و استقرار گسترده‌تر آن‌ها را توصیه کرده‌است. همچنین مطالعه ای در LSE در سال ۲۰۱۷ نشان داد که "اضافه کردن ۱۰۰۰ دوربین دیگر به جاده‌های انگلیس می‌تواند سالانه ۱۹۰ نفر را نجات دهد، تا ۱۱۳۰ تصادف را کاهش دهد و ۳۳۰ آسیب جدی را کاهش دهد.

## تعریف سامانه‌های ثبت تخلف
تخلفات گوناگونی همانند تخلف سرعت لحظه‌ای، تخلف سرعت میانگین، تخلف عبور از چراغ قرمز، تخلف پارک در محل غیرمجاز، تخلف عبور از مسیر خودروهای عمومی، تخلف رانندگی در مسیر اشتباه (ورود ممنوع)، تخلف سبقت غیرمجاز و … وجود دارند، که برای ثبت هر تخلف سامانه مناسب آن می‌بایست نصب گردد.
پاره‌ای از تخلفات به صورت مقطعی اتفاق می‌افتند، نظیر سبقت غیرمجاز، و از آنجاییکه نمی‌توان تمامی یک مسیر طولانی را تحت پوشش دوربین قرار داد، بنابراین ثبت در حین تخلف با مشکلات خاصی مواجه می‌باشد.
برای استفاده درست از دوربین ثبت تخلف، ایجاد زاویه مناسب، افزایش برد میدان دید و همچنین کاهش دسترسی عمومی، نیازمند استفاده از انواع دکل دوربین و پایه‌های طراحی شده می‌باشد.

## انواع تکنولوژی‌های سرعت سنجی

### لوپ
جهت نصب این سامانه‌ها، در ابتدا پوشش کف اتوبان برداشته شده و سپس حسگرهای مغناطیسی نصب می‌گردند. خروجی این حسگرها به سیستم‌هایی که شامل دوربین و کنترلر می‌باشد، اتصال می‌یابد.
از جمله مشکلات این سامانه‌ها عدم تشخیص سرعت‌های بالا، هزینه برداشتن پوشش اتوبان، تعمیر و نگهداری دشوار حسگر و مشکلات جابجایی می‌باشد؛ بنابراین امروزه جز در موارد خاص همچون کنترل چراغ‌های راهنمایی و پارکینگ‌ها کاربرد دیگری ندارند.
ایراد دیگر این سیستم‌ها، الزام به نداشتن تغییرات حرکت خودروها در طول خط می‌باشد که متأسفانه در ایران به دلیل رانندگی غیر استاندارد و قرار نداشتن خودروها در بین خطوط (خصوصاً در ترافیک‌ها) استفاده از این سیستم‌ها دچار خطای بالا می‌شوند.

### لیزر
برای کنترل سرعت یک خودرو در میان تعدادی خودرو دیگر، از سرعت سنج لیزری دستی استفاده می‌گردد و از این رو سرعت سنج لیزری جهت کنترل سرعت خودروها در مسیرهای پرتردد و خیابان‌ها به کار می‌رود.
از جمله مهم‌ترین مشکلات این سیستم بروز خطرات جانی برای اپراتورها به‌خصوص در بزرگراه‌های کم تردد که در آن خودروها با سرعت زیاد در حال تردد هستند، می‌باشد.
همچنین از آنجاییکه اصول کار سرعت سنجی در این سیستم‌ها بر مبنای تشخیص فاصله زمانی بین دو بازگشت متوالی اشعه‌های لیزری است، بنابراین محل استقرار تجهیز حتماً می‌بایست ثابت باشد.
یکی از مشکلات اصلی استفاده از لیزر، خطای کسینوس زاویهٔ لیزر با جهت حرک خودرو می‌باشد. به این معنا که بهترین مکان برای استفاده از لیزر روبروی خودرو می‌باشد و هرچه با زاویه به خودرو نشانه رفته شود، سرعت محاسبه شده توسط لیزر در کسینوس زاویه بین لیزر و حرکت ماشین ضرب می‌شود. (در بدترین حالت که عمود بر حرکت ماشین از بغل سرعت سنجیده شود، لیزر سرعت صفر را نشان می‌دهد - چرا که سرعت خودرو در راستای لیزر عمودی صفر است) اما این خطا همواره سبب می‌شود که سرعت خودرو کمتر از سرعت واقعی آن گزارش شود و از این لحاظ ریسک اعمال قانون ناعادلانه را ندارد.
از مزایای سرعت سنج لیزری برد زیاد آن است که بسته به نوع آن؛ تا بیش از یک کیلومتر می‌رسد.

### رادار
سرعت سنج‌های راداری بر پایه پدیده دوپلر عمل می‌کنند. یک فرستنده، امواج الکترومغناطیسی را به هدف گسیل می‌دهد و این امواج پس از بر همکنش با هدف، بازتاب می‌شوند و گیرنده‌های در کنار ماژول فرستنده، امواج بازاب شده را دریافت می‌کند. با بررسی تغییر فرکانس امواج دریافتی به نسبت امواج گسیل شده، سرعت هدف محاسبه می‌شود.
بعضی از ماژول‌های رادار تنها قادر به سرعت سنجی یک هدف هستند در حالی که بعضی از ماژول‌های رادار با تکنولوژی جدید که با عنوان Multi Target شناخته می‌شوند، می‌توانند چند هدف را همزمان سرعت سنجی کنند.
علاوه بر این بعضی ماژول‌های رادار نسل جدید می‌توانند اهداف شناسایی شده را دنبال -Track- کنند و موقعیت و سرعت هدف را در هر لحظه گزارش کنند که به آن‌ها اصطلاحاً Tracker می‌گویند.
ماژول رادار در ترافیک‌های متراکم قدرت تفکیک‌پذیری کمی دارد اما در ترافیک‌های روان توان تشخیص مناسبی دارند.

### پردازش تصویر

#### تک دوربین
در این دکل دوربین دارای انواع مختلفی مانند ماژولار،مکعبی، چند وجهی و... می باشد ولی برای روش پرداش عکس  دقت کنید که این روش به الگوریتم استفاده شده در تشخیص جا به جایی خودرو در تصویر و دقت سخت‌افزار در اندازه‌گیری زمان بین دو فریم است. برای مثال در مواردی که از تشخیص پلاک و جا به جایی آن در تصویر برای سرعت سنجی استفاده می‌شود، تفاوت ارتفاع نصب پلاک در خودروهای گوناگون (یک خودروی سواری و یک اتوبوس) می‌تواند سبب ایجاد عدم دقت سرعت سنجی شود. از مزایای این روش امکان سرعت سنجی همه خودروهای عبوری است.

#### دو دوربین (روش دو دیدی)
این سیستم‌ها مانند دو چشم انسان کار می‌کنند. اختلاف منظر دو چشم به ما امکان عمق یابی اشیا مشاهده شده را می‌دهد. در این روش از دو دوربین با فاصله ثابت استفاده می‌شود که اختلاف منظری با یکدیگر دارند. با پردازش تصویر هر یک از دوربین‌ها و تطبیق آنها با یکدیگر و با توجه به موقعیت دانسته دو دوربین به نسبت یکدیگر، عمق هر نقطه از تصویر طبق روابط ریاضی محاسبه می‌شود. این روش دقت بسیار بیشتری در تشخیص سرعت دارد و فارغ از شکل خودروهای عبوری می‌تواند همه خودروهای را سرعت سنجی کند. سرعت سنجی خودروهای بدون پلاک و تشخیص کلاس خودروی عبوری (خودروی سبک یا خودروی سنگین) از مزایای این روش است.
کینکت از این تکنولوژی بهره می‌برد.

## انواع سیستم‌های ثبت تخلفات به لحاظ کاربرد

### عبور از لاین خودروهای عمومی
این سیستم‌ها در مسیر خودروهای عمومی (برای مثال مسیر مخصوص تردد اتوبوس‌های شهری) قرار می‌گیرند و همه ترددها را ثبت می‌کند. در صورتی که پلاک خودروی عبوری فاقد مجوز لازم باشد، آن خودرو به عنوان متخلف شناخته خواهد شد.

### چراغ قرمز
این سیستم‌ها در تقاطع‌ها نصب می‌شوند و در صورتی که خودرو زمانی که چراغ قرمز است از تقاطع عبور کند برای آن جریمه در نظر خواهد گرفت. همچنین اگر خودرو بر روی خط عابر پیاده ایستاده باشد جریمه مربوط به آن برای آن ثبت خواهد شد.

### سرعت لحظه ای
سرعت خودرو هنگام عبور از دوربین، ثبت می‌شود و در صورتی که بیش از حد مجاز باشد، تخلف سرعت ثبت خواهد شد. محدودیت این سیستم‌ها این است که رانندگان با دانستن محل نصب دوربین‌های سرعت سنج سرعت خود را در محدوده دوربین کاهش داده و پس از گذر از دوربین می‌توانند سرعت خود را افزایش دهند بدون اینکه جریمه شوند. کاهش سرعت در زیر دوربین‌های سرعت سنج خود بعضاً سبب حادثه می‌شود.

### سرعت متوسط
در این سیستم‌ها زمان عبور خودرو از سامانه ثبت تردد اول ثبت می‌شود. سامانه بعدی را به گونه ای قرار می‌دهند که خودرو به ناچار از آن نیز بگذرد و بنابراین زمان تردد خودرو در سامانه دوم هم ثبت می‌شود. با دانسته بودن فاصله بین دو سامانه، سرعت متوسط خودرو در میان دو سامانه محاسبه می‌شود؛ بنابراین حتی اگر خودرو در زیر دوربین ترمز کند و در بین دو سامانه با سرعت غیرمجاز به مسیر خود ادامه دهد، سرعت متوسط آن غیرمجاز بوده و برای آن تخلف سرعت متوسط ثبت می‌شود.

### توقف ممنوع
این سامانه‌ها بر روی خودروهای گشتی نصب می‌شوند و پلاک خودروها و مکان پارک آنها را ثبت می‌کند و در صورتیکه خودرو در محل غیرمجاز پارک کرده باشد برای آن خودرو تخلف ثبت می‌شود.

### ورود به محدوده طرح ترافیک
این سامانه‌ها در ورودی، خروجی. یا در میان محدوده‌های طرح ترافیک نصب می‌شوند و با ثبت همه ترددها، موجب ثبت تخلف برای خودروهای عبوری غیرمجاز می‌شود.

### عوارض جاده ای
این سامانه‌ها در مسیرهای شهری و بین شهری که برای آن‌ها عوارض در نظر گرفته شده نصب می‌شوند و در صورتی که خودرو از محل نصب دوربین عبور کند، برای آن عوارض در نظر گرفته می‌شود.

### سیستم‌های چند منظوره
سامانه‌های چند منظوره، سامانه‌هایی هستند که توانایی ثبت همزمان چند تخلف همزمان را دارند. برای مثال در سال ۲۰۱۱ در فنلاند دوربینی تست شد که توانایی بررسی همزمان سرعت خودرو، فاصله طولی خودرو از خودروی جلویی، بیمه و عوارض را دارد. برای مثال دیگر، دوربین‌هایی هستند که امکان بررسی همزمان تخلف چراغ قرمز، سرعت لحظه ای در تقاطع و تردد غیرمجاز در طرح ترافیک را دارا هستند.استفاده از سامانه‌های چند منظوره یکی از پایه‌های شهر هوشمند است.

### دکل دوربین
دکل دوربین به‌ عنوان سازه‌ ای اصلی برای نصب و پایداری انواع دوربین‌ ثبت تخلف، نقشی مهم در کارایی این سامانه‌ ها دارد. در پروژه‌ های شهری و جاده‌ای، بسته به نیاز، از مدل‌های مختلفی مانند پایه دوربین هشت وجهی، دکل منوپل یا دکل فلنچی استفاده می‌ شود تا بهترین زاویه دید، بیشترین مقاومت و عمر سازه تضمین گردد. انتخاب صحیح دکل، علاوه‌بر افزایش دقت پوشش تصویری، از نظر ایمنی و کاهش حوادث نیز اهمیت بالایی دارد.